# Pivdenmaš
Državno podjetje "Proizvodno združenje Južni strojegradni obrat, poimenovan po O. M. Makarovu", skrajšano Pivdenmaš (ukrajinsko Південмаш), je ukrajinski proizvajalec letal, raket in vesoljske tehnike, ki je v državni lasti.
V času Sovjetske zveze je podjetje delovalo pod imenom Južmaš. Imelo je ključno vlogo pri proizvodnji medcelinskih balističnih raket. Proizvajalo je vesoljska plovila, nosilna vozila (rakete), rakete na tekoče gorivo, podvozja, ulitke, odkovke, traktorje, orodja in različne industrijske izdelke.
Sedež podjetja je v Dnipru, poroča pa Državni vesoljski agenciji Ukrajine. Sodeluje z mednarodnimi vesoljskimi partnerji v 23 državah, že od samega nastanka pa je tesno povezan z dniprovskim konstruktorskim birojem Pivdene.
Med rusko invazijo na Ukrajino je bil kompleks Pivdenmaša večkrat tarča ruskih raketnih napadov, konec novembra 2024 je bil v ruski eskalaciji napaden z eksperimentalno notranjecelinsko balistično raketo Orešnik, ki ni imela bojnih glav in po satelitskih posnetkih ni povzročila večje škode. Kot posledica vojne so podjetju upadla naročila za vesoljsko, povečal pa se je obseg delovanja v obrambni industriji.

## Vojaška in vesoljska industrija
Pivdenmaš je znan po izdelkih za vojaško in vesoljsko industrijo, zato je mestu Dnipro v preteklosti prislužil vzdevek »Mesto raket«.

### Rakete
Podjetje je bilo ključni proizvajalec raket za sovjetske medcelinske balistične rakete (MBR) in programe raziskovanja vesolja. Pomembnejši produkti Pivdenmaša:
- R-5 Pobeda - prva raketa Sovjetske zveze z jedrsko konico
- R-12 - balistična raketa
- R-14 - balistična raketa
- R-16 - prva široko uporabljena MBR Sovjetske zveze
- R-36 MBR
- RT-20P - prva mobilna MBR
- R-36orb - prva MBR z orbitalno bojno glavo
- R-36M družina MBR (modificirana v nosilno raketo Dnipro)
- MR-UR-100 družina MBR
- Raketa 15A11 za sistem Perimeter
- RT-23 - družina MBR
- Grim-2 - mobilni raketni sistem kratkega dosega
- proizvodnja dela Antares[11]

### Vesoljske nosilne rakete
- Kozmos[11]
- Dnipro[11]
- Ciklon (na osnovi R-36)[11]
  - Ciklon-2
  - Ciklon-3
  - Ciklon-4
  - Ciklon-4M
- Zenit[11]
- Pomožni motorji za Energio (na osnovi prve stopnje Zenita)

### Raketni motorji
- RD-843

### Avtomatski jedrski nadzorni sistem
- Mrtva roka/Perimeter — podoben sistem je obstajal v ZDA, znan kot Emergency Rocket Communications System (ERCS)

## Proizvodnja vozil
Vzpostavljena je bila leta 1944 kot tovarna traktorjev Dnepropetrovsk, pozneje pa dodatno razširjena.

### Trolejbusi
- YuMZ T1 (1992–2008)
- YuMZ T2 (1993–2008)
- YuMZ T2.09 (1998–2007)
- YuMZ E186 (2005–2006)
- Dnipro T103 (2013–danes)
- Dnipro T203 (2017–danes)

### Traktorji
- YuMZ-2 (1954–1958)
- YuMZ-5 (1957–1962)
- YuMZ-6 (1971–2001)
- YuMZ 8040.2
- YuMZ 8244.2
- YuMZ 8080